# Lepricornis teras
Lepricornis teras är en fjärilsart som beskrevs av Hans Ferdinand Emil Julius Stichel 1910. Lepricornis teras ingår i släktet Lepricornis och familjen Riodinidae. Inga underarter finns listade i Catalogue of Life.